# سامانثا ستوسور
سامانثا ستوسور (بالإنجليزية: Samantha Stosur)‏ مواليد 30 مارس 1984 في مدينة بريزبان، كوينزلاند، في أستراليا، هي لاعبة كرة مضرب أسترالية مُحترفة. وهي مصنفة أولى عالمياً في مسابقات زوجي السيدات، وهو المركز الذي شَغِلته لِمدة 61 أسبوع. كما احتلت سابقاً المركز رقم.4 في فردي السيدات.
فازت ستوسور بـ 6 بطولات جراند سلام (واحدة بفردي السيدات، 3 بطولات بزوجي السيدات، بطولتان بالزوجي المختلط). وكانت قد فازت ببطولة أمريكا المفتوحة 2011 بعد فوزها على سيرينا ويليامز في النهائي، وبذلك أصبحت أول امرأة أسترالية منذ 1980 تفوز بإحدى البطولات الأربع الكبرى بالفردي. كما وصلت لنهائي دورة فرنسا المفتوحة 2010 بفردي السيدات.

## روابط خارجية
- سامانثا ستوسور على موقع IMDb (الإنجليزية)
- سامانثا ستوسور على موقع رابطة محترفات التنس (الإنجليزية)
- سامانثا ستوسور على موقع الاتحاد الدولي لكرة المضرب (الإنجليزية)
- سامانثا ستوسور على موقع كأس بيلي جين كينغ (الإنجليزية)
- سامانثا ستوسور على موقع اتحاد التنس الأسترالي (الإنجليزية)
- سامانثا ستوسور على موقع بطولة ويمبلدون (الإنجليزية)
- سامانثا ستوسور على موقع خلاصة التنس.كوم (الإنجليزية)
- سامانثا ستوسور على موقع إي إس بي إن.كوم (الإنجليزية)
- سامانثا ستوسور على موقع اللجنة الأولمبية الدولية (الإنجليزية)
- سامانثا ستوسور على موقع أوليمبيديا (الإنجليزية)
- سامانثا ستوسور على موقع اللجنة الأولمبية الأسترالية (الإنجليزية)
- الصفحة الرسمية للاعبة في موقع اتحاد رابطة محترفات التنس
- الموقع الرسمي للاعبة